# Rälla-Ekerums naturreservat
Rälla-Ekerums naturreservat är ett naturreservat i Borgholms kommun i Kalmar län.
Området är naturskyddat sedan 2020 och är 603 hektar stort. Reservatet ligger på västra sidan av Öland, mittemot Revsudden. Området omfattar lövskogar, sumpskogar, sandiga tallskogar och vattenmiljöer 